# ウィットリー郡 (ケンタッキー州)
ウィットリー郡（英: Whitley County）は、アメリカ合衆国ケンタッキー州の南部に位置する郡である。2010年国勢調査での人口は35,637人であり、2000年の35,865人から0.6%減少した。郡庁所在地はウィリアムズバーグ市（人口5,245人）であり、同郡で人口最大の都市はコービン市（人口7,304人）である。郡の地区裁判所（限られた司法権のある第一審裁判所）はウィリアムズバーグ、コービン両市にある。
ウィットリー郡はロンドン小都市圏に属している。

## 歴史
ウィットリー郡は1818年1月17日に、隣接するノックス郡から分離して設立された。独立した郡として設立される前の年月で、インディアンと地域の狩猟者は罠猟師の間に多くの戦闘が行われた。郡名は、地域のこういった戦闘の多くを戦い、荒野の道路の自警団となり、また米英戦争に従軍してテムズの戦いで戦死したことで有名だったウィリアム・ウィットリー大佐に因んで名付けられた。郡庁所在地のウィリアムズバーグもこのウィットリー大佐に因んだ命名であり、最初の郡庁舎は初期住人であるサミュエル・コックスの家屋だった。
ウィットリー郡は岩がちの地形に深い森があり、インディアンとの抗争の歴史もあったので、郡の成長は大変鈍かった。1800年代に後半に地域で石炭鉱業が発展すると、近くの州から貧しい人々が流入して人口が急増し、現在でも郡内最大の町であるコービンの町が作られることになった。
郡域のすぐ北、コービンの北隣にあるノースコービンの町 (North Corbin, Kentucky) （ノックス郡とローレル郡にまたがる）は、ケンタッキー・フライドチキン発祥の地である。1930年、ハーランド・デイビッド・サンダース（通称カーネル・サンダース）は、この地に「サンダース・カフェ」を開いた。「サンダース・カフェ」は現在博物館 (Harland Sanders Café and Museum) となっており、アメリカ合衆国国家歴史登録財となっている。

## 汚職
2009年から2011年、コービンを本拠にする「タイムズ・トリビューン」の若いジャーナリストのアダム・サルフリッジとその編集者サマンサ・スウィンドラーがウィットリー郡保安官部の汚職を暴いた。保安官のバジル・"ローレンス"・ホッジはまず2002年に選出された。ホッジは犯罪と闘うタフな者として評判を取ったが、この保安官が被告に保釈を認める代わりに金を受け取っていたことを住民の大半は知らなかった。「タイムズ・トリビューン」とアルコール・タバコ・武器・爆発物管理局が提出した宣誓供述書に拠れば、ホッジは捕獲した武器や薬物の証拠を盗んでいた。
ウィットリー郡特別大陪審はホッジがまだ保安官であった2010年11月8日に21件の告訴を差し戻していた。ホッジは2010年末まで保安官の職を務めた。2011年春、ホッジはケンタッキー州ロンドン市のアメリカ合衆国地区裁判所に出頭し、ある「情報」に対して抗弁した。同年夏、ホッジは、薬物不正取引、公金着服、逮捕者に対する自白強要の罪で連邦刑務所での15.5年の服役を宣告された。これに連座してウィリアムズバーグの弁護士ロニー・W・レイノルズも連邦刑務所での3年の服役を宣告された。
ケンタッキー州監査官は、ホッジ保安官の公式会計から少なくとも20万ドルが盗まれるか不明になったと判断した。

## 地理
アメリカ合衆国国勢調査局に拠れば、郡域全面積は445.15平方マイル (1,152.9 km2)であり、このうち陸地440.15平方マイル (1,140.0 km2)、水域は4.99平方マイル (12.9 km2)で水域率は1.12%である。
ウィットリー郡はケンタッキー州南東部、カンバーランド高原の中にあり、州東部炭田地帯にも入っている。カンバーランド山地の中にあるという位置づけにより、標高は723フィート (220 m) から2,220フィート (680 m) まで変化している。郡西部の38,000エーカー (150 km2) の領域はダニエル・ブーン国立の森のなかで保護されている。カンバーランド滝州立公園の中にあるカンバーランド滝は州内最大の滝である。ダニエル・ブーン国立の森もカンバーランド滝州立公園も郡内にあるケンタッキー州州立公園体系が運営している。ローレル川とカンバーランド川という2つの水流が郡内を蛇行して流れている。

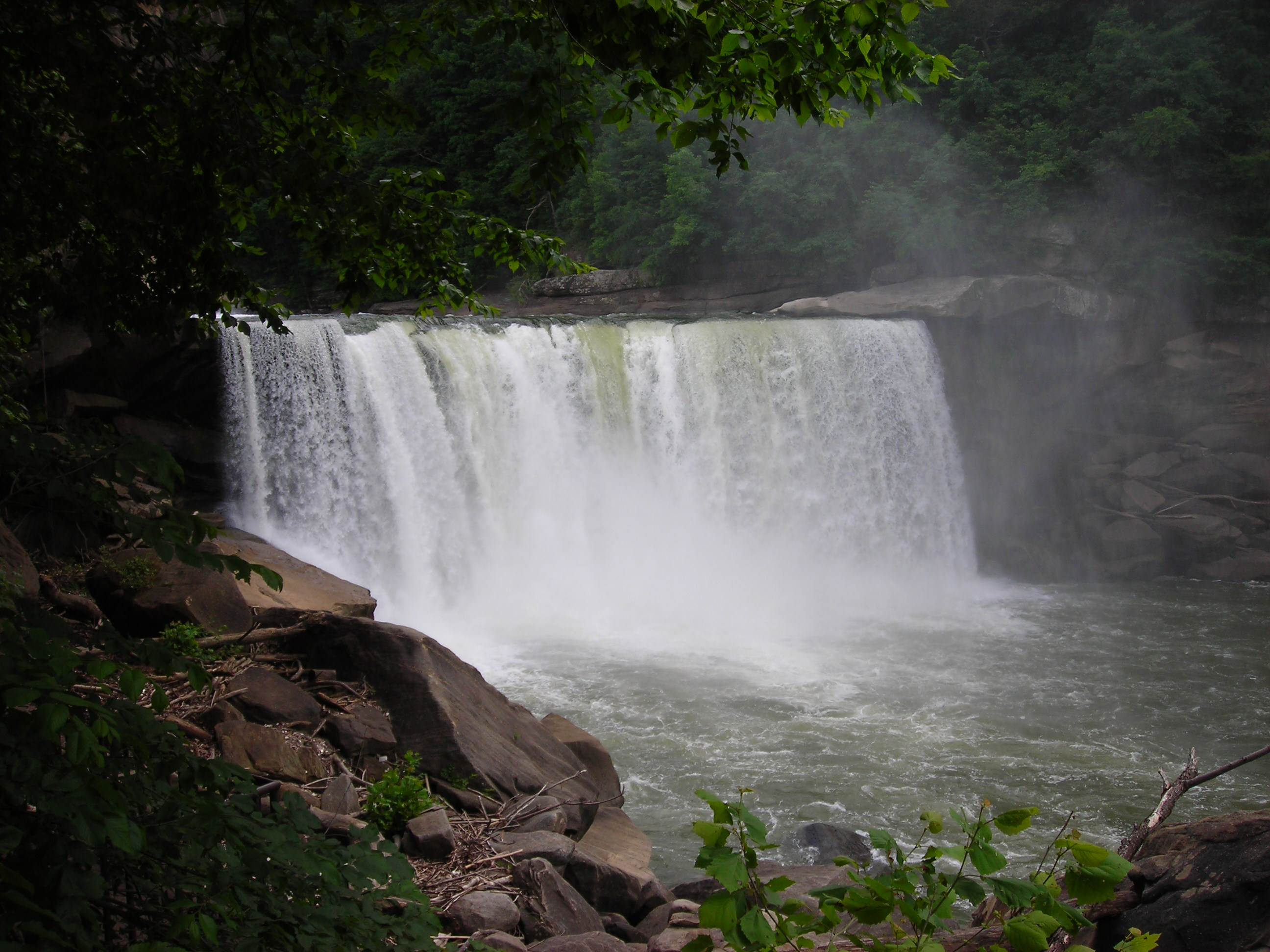
カンバーランド滝

### 特徴的な地形
- カンバーランド滝
- カンバーランド高原
- カンバーランド川
- ジェリコ山
- ローレル川
- ローレル川湖

### 主要高規格道路
- 州間高速道路75号線

- アメリカ国道25号線西
- ケンタッキー州道11号線
- ケンタッキー州道26号線
- ケンタッキー州道90号線
- ケンタッキー州道92号線
- ケンタッキー州道312号線
- ケンタッキー州道904号線

### 空港
- ウィリアムズバーグ・ウィットリー郡空港（W38）

### 隣接する郡
- ローレル郡 - 北
- ノックス郡 - 北東
- ベル郡 - 東
- クレイボーン郡 (テネシー州) - 南東
- キャンベル郡 (テネシー州) - 南
- マクリアリィ郡 - 西

### 国立保護地域
- ダニエル・ブーン国立の森（部分）

## 経済
ウィットリー郡の経済は天然資源、特に石炭と木材に常に依存してきた。地域は深い森に覆われ、山岳部には豊富な天然資源がある。他にも鉄、石油が産出し、少量だが銀も出ている。カンバーランド山地が作る荒々しい地形のために農業は小規模のものに限られてきた。特定地域でタバコとトウモロコシが栽培されている。

## 人口動態
以下は2000年国勢調査による人口統計データである。
| 基礎データ - 人口: 35,865人 - 世帯数: 13,780 世帯 - 家族数: 9,894 家族 - 人口密度: 32人/km2（82人/mi2） - 住居数: 15,288軒 - 住居密度: 14軒/km2（35軒/mi2） 人種別人口構成 - 白人: 98.37% - アフリカン・アメリカン: 0.34% - ネイティブ・アメリカン: 0.23% - アジア人: 0.20% - 太平洋諸島系: 0.01% - その他の人種: 0.09% - 混血: 0.76% - ヒスパニック・ラテン系: 0.69% 年齢別人口構成 - 18歳未満: 25.8% - 18-24歳: 10.8% - 25-44歳: 27.3% - 45-64歳: 23.2% - 65歳以上: 12.9% - 年齢の中央値: 35歳 - 性比（女性100人あたり男性の人口） - 総人口: 93.3 - 18歳以上: 89.6 | 世帯と家族（対世帯数） - 18歳未満の子供がいる: 33.7% - 結婚・同居している夫婦: 54.9% - 未婚・離婚・死別女性が世帯主: 13.0% - 非家族世帯: 28.2% - 単身世帯: 25.2% - 65歳以上の老人1人暮らし: 10.2% - 平均構成人数 - 世帯: 2.52人 - 家族: 3.01人 収入と家計 - 収入の中央値 - 世帯: 22,075米ドル - 家族: 27,871米ドル - 性別 - 男性: 26,518米ドル - 女性: 17,001米ドル - 人口1人あたり収入: 12,777米ドル - 貧困線以下 - 対人口: 26.4% - 対家族数: 21.6% - 18歳未満: 34.1% - 65歳以上: 19.0% |

## 都市と町

### 都市
- コービン - 一部はノックス郡内
- ウィリアムズバーグ - 郡庁所在地

### 未編入の町
| - カナダタウン - カーペンター - ガットリフ - ゴールドバグ | - ジュリップ - パッカード - パイニーグローブ - プレザントビュー | - ロックホールズ - サクストン - サイラー - ウォッフォード | - ウッドバイン - イェイデン |

## 教育

### 公共教育学区
郡内の公共教育は下記3つの教育学区が管轄している。
- ウィットリー郡教育学区[8]は最大の学区であり、コービン市とウィリアムズバーグ市を除く全郡を管轄している。
- ウィリアムズバーグ独立教育学区[9]はウィリアムズバーグ市を管轄し、幼稚園生から12年生までの学校が1つあるだけである。
- コービン独立教育学区[10]はコービン市を管轄する。その区域が他の郡に跨ることでは、州内で数少ない学区の1つである。

### 高等教育機関
カンバーランド大学（元はカンバーランド・カレッジ）がウィリアムズバーグ市にあり、州内最大の私立大学、かつ郡内では唯一の主キャンパスがある大学である。この大学のスポーツチームは全米大学スポーツ協会（NAIA)に加入しており、地域でも大学スポーツの試合が開催される。この他、コービンしの郡内に入っている領域には東ケンタッキー大学が支部キャンパスを運営している。

## アルコール飲料の販売
ウィットリー郡は昔から「ドライ郡」（禁酒郡）だったが、現在公式には「モイスト郡」に分類されている。住民投票でアルコール飲料の販売が認められない限り、原則はドライである。販売が認められているのは下記のとおりである。
- コービン市は2012年2月の住民投票で、市域内ではアルコール飲料の販売が認められるようになった。それ以前の2006年には資格付けされたレストランでの販売が認められていた[11]。
- ウィリアムズバーグ市は2012年3月の住民投票で、100席以上があるレストランで、売り上げの70%以上が料理による場合に飲料としてのアルコール販売を承認した[12]。